# Oliver MacDonald
Joseph Oliver MacDonald (né le 20 février 1904 à Paterson - mort le 14 avril 1973 à Flemington) est un athlète américain spécialiste du 400 mètres.
Quatrième des sélections olympiques américaines de 1924, Oliver McDonald participe à l'épreuve du relais 4 × 400 mètres lors des Jeux de 1924. Troisième relayeur de la finale, il remporte le titre olympique aux côtés de Commodore Cochran, Alan Helffrich et William Stevenson. L'équipe américaine établit un nouveau record du monde de la discipline en 3 min 16 s 0, devançant d'une seconde l'équipe de Suède.

## Palmarès
- Jeux olympiques de 1924 à Paris :
  -  Médaille d'or du relais 4 × 400 m